# Gonzalo Martínez
Gonzalo Nicolás Martínez (* 13. Juni 1993 in Guaymallén, Mendoza), hauptsächlich bekannt unter seinem Spitznamen Pity, ist ein argentinischer Fußballspieler, der seit Sommer 2023 bei River Plate unter Vertrag steht. Der Flügelspieler bestritt 2018 und 2019 drei Länderspiele für die Nationalmannschaft seines Landes.

## Vereinskarriere

### CA Huracán
Mit dem Fußballspielen begann Martínez beim Club Atlético Huracán. Sein Ligadebüt für die erste Mannschaft gab er am 10. September 2011 in einem Spiel gegen den Club Almirante Brown. Während seiner Zeit bei Huracán gewann er mit dem Team die Copa Argentina 2014 und erreichte in derselben Saison, nach vierjähriger Abstinenz, den Aufstieg in die höchste argentinische Spielklasse.

### River Plate
Im Januar 2015 wechselte Pity Martínez zum Spitzenverein River Plate, der für den Mittelfeldspieler eine Ablösesumme in Höhe von rund 4 Millionen Euro bezahlten. Am 6. Februar 2015 debütierte er beim 1:0-Hinspielsieg in der Recopa Sudamericana 2015 gegen den CA San Lorenzo. Auch beim 1:0-Sieg im Rückspiel wurde er eingesetzt und gewann damit in seinem erst zweiten Einsatz für River seinen ersten Titel. Sein Ligadebüt für seine neue Mannschaft bestritt er am 16. Februar 2015, in dem er mit zwei Vorlagen einen erfolgreichen Einstand erlebte. Sein erstes Tor erzielte er einen Monat später beim 3:3-Unentschieden gegen Arsenal de Sarandí. Bereits in seiner ersten Saison 2015 konnte er sich in der Startformation etablieren und trug mit fünf Toren und acht Vorlagen in 43 Einsätzen zu einer überaus erfolgreichen Spielzeit seiner Mannschaft bei. Mit den Millonarios gewann er neben der Recopa außerdem auch die Copa Libertadores 2015 und die Copa Suruga Bank 2015. Im Folgejahr wiederholte man den Gewinn der Recopa Sudamericana und errang außerdem die Copa Argentina.
In der Saison 2016/17 trug er mit 12 Scorerpunkten zum Erreichen des zweiten Tabellenrangs hinter Erzrivale Boca Juniors bei. Außerdem verteidigte man den Titel der Copa Argentina erfolgreich. Bei der Copa Libertadores 2018 in der nächsten Spielzeit beförderte er River Plate im Rückspiel bei Grêmio Porto Alegre mit einer Torvorlage und einem verwandelten Elfmeter in der Nachspielzeit ins Finale, wo der verhasste Erzrivale Boca Juniors wartete. Im Hinspiel in Bocas La Bombonera am 11. November 2018, führte ein von Pity ausgeführter Freistoß zum Eigentor durch Bocas Verteidiger Carlos Izquierdoz zum 2:2-Ausgleich, welcher den Entstand markierte. Beim Rückspiel im Estadio Bernabeu in Madrid traf Martínez in der 122. Minute zum 3:1-Entstand und gewann damit zum zweiten Mal die Copa Libertadores mit River Plate.

### Atlanta United
Am 24. Januar 2019 wechselte Martínez für eine Ablösesumme in Höhe von 13,2 Millionen Euro zur US-amerikanischen MLS-Franchise Atlanta United. Sein Debüt gab er am 4. März (1. Spieltag) bei der 0:2-Auswärtsniederlage gegen D.C. United. Am 11. Spieltag traf er beim 1:0-Heimsieg gegen Orlando City erstmals für seinen neuen Verein. In der Liga kam Pity in 32 Spielen zum Einsatz, in denen er fünf Tore erzielte und neun weitere Treffer assistierte. Im Endspiel um den Lamar Hunt U.S. Open Cup 2019 am 27. August erzielte er beim 2:1-Sieg gegen Minnesota United einen Treffer.
Am 7. September 2020 wechselte Pity Martínez zum saudi-arabischen Erstligisten al-Nassr FC.

## Nationalmannschaft
Am 8. September 2018 debütierte Martínez beim 3:0-Sieg im Freundschaftsspiel gegen Guatemala für die argentinische Nationalmannschaft. In diesem Spiel stand er von Beginn an auf dem Platz und erzielte in der 27. Spielminute per Elfmeter den zwischenzeitlichen 1:0-Führungstreffer.
Im Jahr 2019 folgten zwei weitere Länderspiele.

## Erfolge

### Verein
CA Huracán
- Copa Argentina: 2013/14

River Plate
- Copa Libertadores: 2015, 2018
- Copa Suruga Bank: 2015
- Recopa Sudamericana: 2015, 2016
- Copa Argentina: 2015/16, 2016/17
- Supercopa Argentina: 2017

Atlanta United
- U.S.-Open-Cup-Sieger: 2019
- Campeones Cup: 2019

al-Nasr FC
- Saudischer Superpokal: 2021

### Individuelle Auszeichnungen
- Südamerikas Fußballer des Jahres: 2018
- Copa Libertadores Bester Spieler: 2018
- Argentiniens Fußballer des Jahres: 2018
- MLS All-Star: 2019